# Ajuda ao desenvolvimento

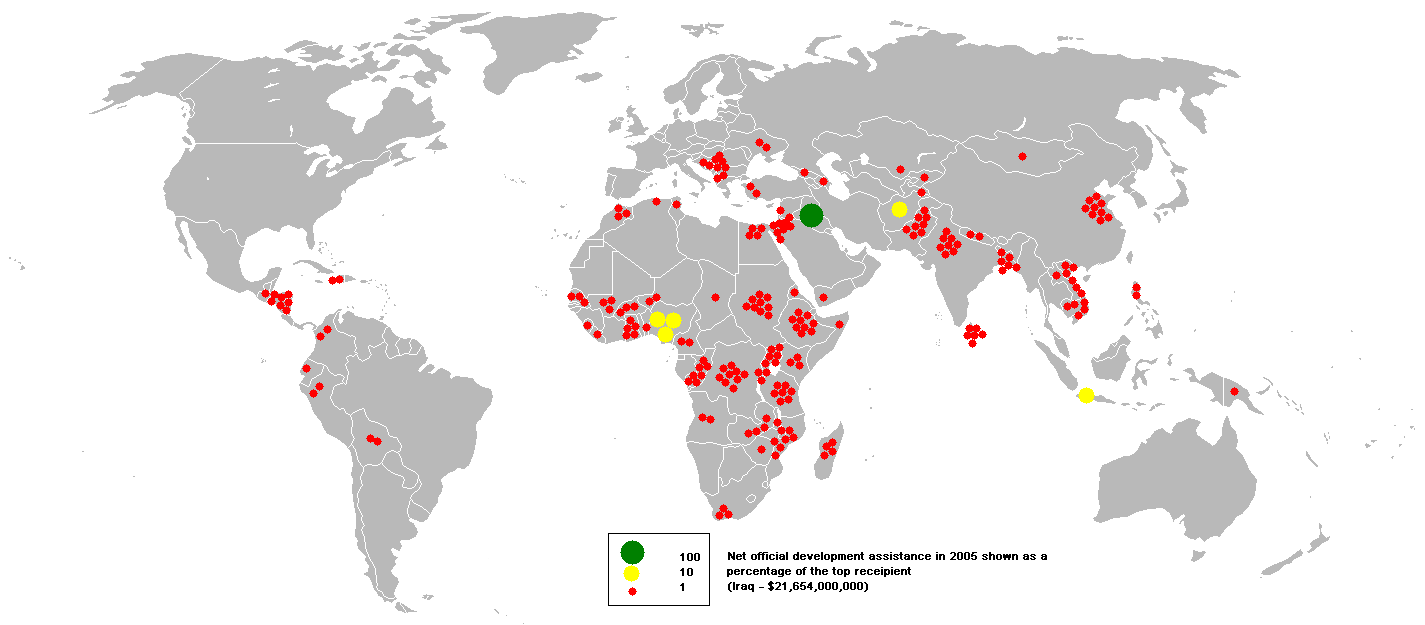
Mapa-múndi da distribuição global da AOD em 2005 segundo dados do Banco Mundial

Ajuda ao desenvolvimento (AOD) é uma ajuda financeira concedida pelos governos e por outras agências para apoiar o desenvolvimento econômico, ambiental, social e político dos países em desenvolvimento. Distingue-se da ajuda humanitária ao concentrar-se no alívio da pobreza a longo prazo, em vez de uma resposta a curto prazo.
O termo "cooperação para o desenvolvimento", que é usado, por exemplo, pela Organização Mundial da Saúde (OMS), é usado para expressar a ideia de que deveria existir uma parceria entre o doador e o receptor, em vez da situação tradicional na qual o relacionamento era dominado pela riqueza e o conhecimento especializado de um lado. A maior parte da ajuda ao desenvolvimento vem dos países industrializados ocidentais, mas alguns países mais pobres também contribuem com ajuda.
Os auxílios podem ser bilaterais: de um país para outro; ou podem ser multilaterais: dado pelo país doador a uma organização internacional, como o Banco Mundial ou as agências das Nações Unidas (PNUD, UNICEF, UNAIDS, etc.) que a distribuem entre os países em desenvolvimento. A proporção é atualmente cerca de 70% bilaterais 30% multilateral.